# Hu Haichang
Hu Haichang (chinês: 胡海昌, Hancheu, 25 de abril de 1928 — Pequim, 21 de fevereiro de 2011) foi um engenheiro mecânico e astronáutico chinês.
Foi responsável pela fase inicial de desenvolvimento do Dong Fang Hong I, o primeiro satélite artificial da República Popular da China. É acadêmico sênior da Academia de Ciências da China.